# Fritz Leonhardt

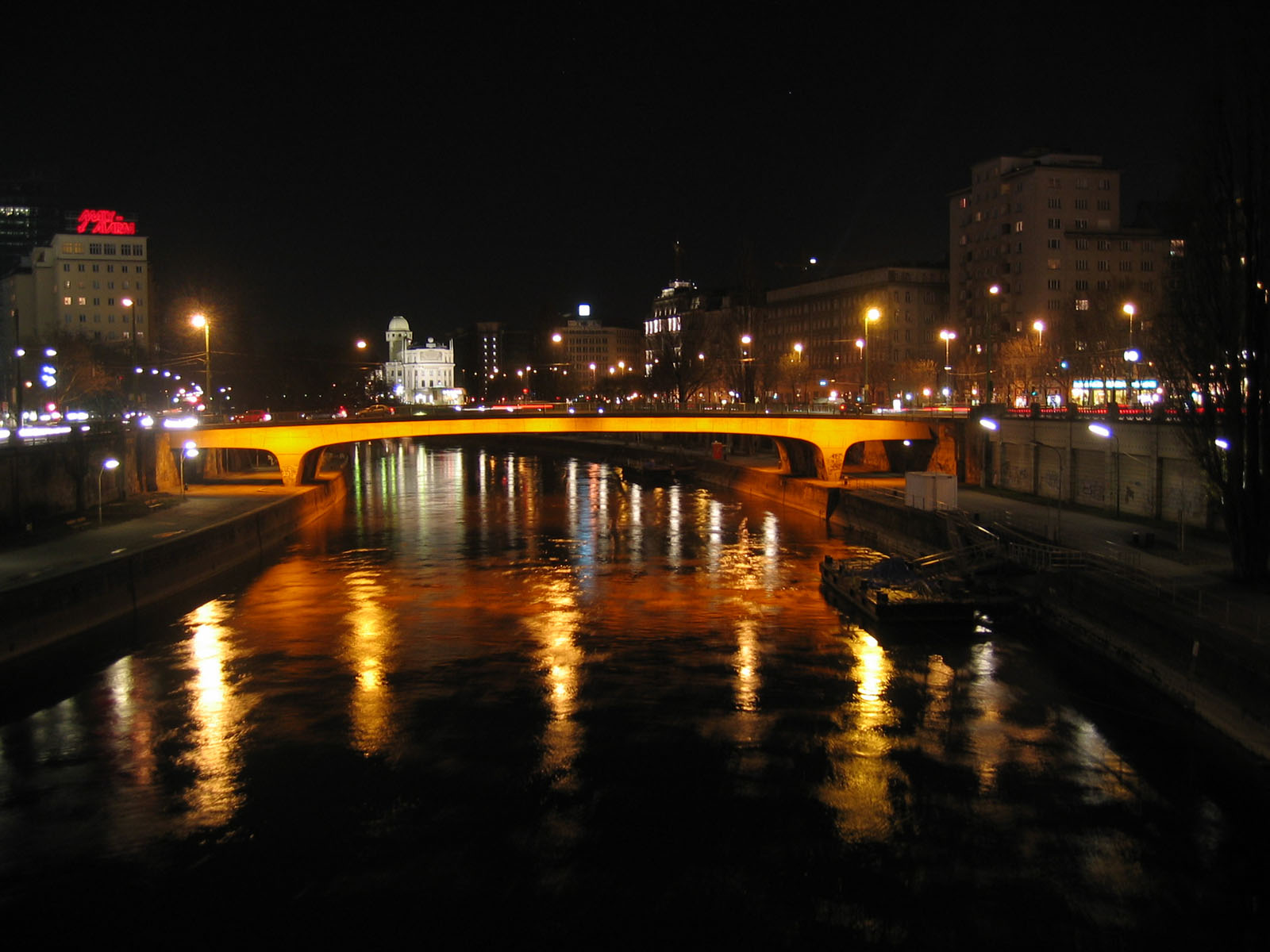
Schwedenbrücke, im Hintergrund hell beleuchtet die Urania (Wien)

Fritz Leonhardt, eigentlich Friedrich Christof Leonhardt, (* 11. Juli 1909 in Stuttgart; † 30. Dezember 1999 ebenda) war einer der einflussreichsten deutschen Bauingenieure des 20. Jahrhunderts. Er ist Gründer des Ingenieurbüros Leonhardt, Andrä und Partner in Stuttgart.

## Leben

### Studium und Lehrjahre in den USA
Leonhardt war der Sohn eines Architekten. Nach seinem Abitur 1927 am Dillmann-Realgymnasium (heute Dillmann-Gymnasium) studierte er Bauingenieurwesen an der Technischen Hochschule Stuttgart, wo er 1931 mit Diplom abschloss. Zu seinen Lehrern gehörten Emil Mörsch im Massivbau und Hermann Maier-Leibnitz im Stahlbau. Leonhardt konsultierte auch später für Versuche oft die Materialprüfungsanstalt Stuttgart (MPA Stuttgart) unter Otto Graf. Nach dem Studium, das er als Jahrgangsbester abschloss, fand er aufgrund der Weltwirtschaftskrise zunächst wie viele andere seiner Studienkollegen keine feste Stelle (er war vorübergehend Statiker bei den Süddeutschen Hammerwerken in Bad Mergentheim), bis er 1932 von der Universität Stuttgart das Angebot erhielt, ein Auslandsstudienprogramm an der Purdue University aufzubauen, wo er bei Solomon C. Hollister studierte, zu dem er gute Kontakte behielt, und bereiste ein halbes Jahr Nordamerika und Mexiko, wo er bedeutende Ingenieurbauten besichtigte, besonders Brücken. Bei seinem Onkel Otto Nissler, der Ingenieur bei der Bethlehem Steel Corporation war, kam er an Pläne der Golden Gate Bridge, die gerade in Bau war. Er besuchte auch die im Bau befindliche George Washington Bridge in New York, die erste amerikanische Brücke, die die 1000-Meter-Spannweiten-Marke überstieg, deren Bauleiter Othmar H. Ammann ihn persönlich empfing und ihm die Pläne zugänglich machte. Im Oktober 1933 kehrte er nach Deutschland zurück und wurde im selben Jahr Mitglied der SA. Die Berufsaussichten als Ingenieur hatten sich inzwischen nach der Machtübernahme der Nationalsozialisten in Deutschland verbessert – zuvor hatte er zeitweise überlegt, in den USA zu bleiben.

### Beginn seiner Karriere bis zum Ende des Zweiten Weltkriegs
Von 1934 bis 1938 war er Brückenbauingenieur bei der Reichsautobahn-Gesellschaft. Sein Mentor im Brückenbau war dort Karl Schaechterle, der ebenfalls in Stuttgart studiert hatte. Mit ihm war er unter anderem am Bau der großen Sulzbachtalbrücke bei Denkendorf, der Donaubrücke Leipheim und der Rohrbachtalbrücke Stuttgart beteiligt. Leonhardt kam auch mit dem Architekten der Reichsautobahn-Gesellschaft Paul Bonatz in Kontakt, der die Brückenentwürfe architektonisch begutachtete. Am 10. Oktober 1939 beantragte er die Aufnahme in die NSDAP und wurde zum 1. November desselben Jahres aufgenommen (Mitgliedsnummer 7.266.993). 1938 promovierte Leonhardt bei Emil Mörsch mit dem Thema Die vereinfachte Berechnung zweiseitig gelagerter Trägerroste. Im selben Jahr wurde ihm von Fritz Todt die Projekt- und Bauleitung der Hängebrücke über den Rhein der Reichsautobahn, der Rheinbrücke Köln-Rodenkirchen, übertragen, ein Prestigeprojekt der Reichsautobahn. Viele der Mitarbeiter, die er dazu in sein Team holte, wie Willi Baur und Wolfhardt Andrä, waren nach dem Zweiten Weltkrieg in seinem Ingenieurbüro Leonhardt und Andrä tätig. Er verwertete dabei Erfahrungen aus seiner Zeit in den USA und war damit bis zur Einweihung 1941 befasst, da der Bau durch den Kriegsausbruch verzögert wurde.
1939 gründete er in München ein Ingenieurbüro, das noch heute unter dem Namen Leonhardt, Andrä und Partner existiert. Sein Büro war beteiligt an den Planungen für eine neue „Große Achse“ in München, einschließlich eines neuen Hauptbahnhofs, für den er erste Berechnungen zu einer Kuppel von 245 m Durchmesser machte, bevor die Planungen kriegsbedingt eingestellt und nie mehr aufgenommen wurden. Wolfhart Andrä arbeitete 1941 in seinem Büro auch an Planungen einer Öresundquerung mit einer Hängebrücke mit drei 756 m langen Hauptfeldern. Leonhardt hatte das Ingenieurbüro mit Erlaubnis von Fritz Todt speziell für die Planungen in München gegründet und gab die unmittelbare Bauleitung an der Rheinbrücke in Rodenkirchen in dieser Zeit ab. Leonhardt lieferte auch Entwürfe für andere Prestigeprojekte der Nationalsozialisten, so (ungefragt) für die geplante Elbhochbrücke in Hamburg-Altona, die als Hängebrücke mit 1300 m Gesamtlänge in amerikanische Dimensionen vordringen sollte, das Gauhochhaus, ebenfalls in Altona (wo er eine Vorhangfassade vorsah, die damit für Hochhäuser eine der ersten in Europa gewesen wäre), und eine Hängebrücke in Linz. In München arbeitete er eng mit dem Generalbaurat Hermann Giesler zusammen. Nach dem Tod von Fritz Todt 1942 wurde Albert Speer dessen Nachfolger und die Lage änderte sich. Die Bautätigkeit wurde auf Kriegswichtiges beschränkt und zivile Großprojekte eingestellt. Ab 1943 wurde Leonhardt Hauptbauleiter der Organisation Todt in Estland (Einsatzgruppe der Organisation Todt Russland-Nord), wo er den Bau der Baltöl-Werke leitete. Als sich die Kriegslage dort wendete, war er 1944 kurz beim Bau des geplanten Führerhauptquartiers Projekt Riese im Eulengebirge, bevor es ihm gelang, sich dank seiner guten Kontakte nach München versetzen zu lassen, wo er bis Kriegsende die Forschung und Entwicklung der Organisation Todt leitete.

### Karriere nach dem Krieg
Er wurde bekannt durch den Bau zahlreicher Brücken, Hochhäuser und Fernsehtürme in Stahl- und Spannbeton-Bauweise. Den Spannbeton lernte er während seiner Zeit bei der Organisation Todt in Estland durch einen Aufsatz von Eugène Freyssinet von 1941 kennen, zu dem er auch noch während des Krieges zweimal nach Frankreich reiste. Begünstigt wurde die Verbreitung des Spannbetons in Deutschland nach dem Krieg etwa im Brückenbau durch den Mangel an Stahl (den Wiederaufbau der Rheinbrücke Köln-Deutz ab 1946 durch Leonhardt war eine Ausnahme, da er den Stahl dank persönlicher Kontaktaufnahme zum britischen Oberbefehlshaber Bernard Montgomery zur Verfügung bekam). Gleich nach Kriegsende gründete er ein Ingenieurbüro und die erste Spannbetonbrücke entstand 1948 im Schwarzwald. Der von ihm geplante Stuttgarter Fernsehturm war der weltweit erste Fernsehturm in Stahlbetonbauweise, der zum Prototyp vieler weiterer solcher Bauwerke wurde. Zusammen mit Wolfhardt Andrä gründete Leonhardt 1953 das Ingenieurbüro Leonhardt und Andrä, seit 1970 um Partner erweitert unter Leonhardt, Andrä und Partner (LAP) firmiert. Von 1957 bis 1974 war Leonhardt Professor für Massivbau der TH Stuttgart, von 1967 bis 1969 auch Rektor. Von 1966 bis 1968 war er Vorstandsmitglied des Vereins Deutscher Ingenieure  (VDI). 1961 gründete Leonhardt mit Volker Hahn (Züblin) und Friedrich Wilhelm Bornscheuer die Firma RIB Software für Computerprogramme im Bauwesen.
In dieser Zeit war er maßgeblich an der Planung der für das Richtfunknetz erforderlichen Typentürme beteiligt. Sein Büro erstellte die Tragwerkplanung für das Zeltdach des Münchner Olympiageländes und ermöglichte so die Bauausführung des von Günter Behnisch noch ohne Wissen über die Verwirklichung entworfenen Modells. Leonhardt kann als Hauptvertreter der „Stuttgarter Schule des Konstruktiven Ingenieurbaus“ gelten, in deren Zentrum der Leichtbau steht. So publizierte er 1940 den Aufsatz „Leichtbau – eine Forderung unserer Zeit. Anregungen für den Hoch- und Brückenbau“. Mit Willi Baur (1913–1978) entwickelte er das Taktschiebeverfahren im Brückenbau. Die 1956 gebaute Nordbrücke (Theodor-Heuss-Brücke) in Düsseldorf war eine der ersten Schrägseilbrücken weltweit und setzte Maßstäbe. Sein Büro plante danach weltweit viele weitere Schrägseilbrücken.
Nach seiner Emeritierung wurde Jörg Schlaich sein Nachfolger auf dem Lehrstuhl.
Sein Grab befindet sich auf dem Waldfriedhof Stuttgart.

## Ehrungen
Fritz Leonhardt wurde mit zahlreichen Ehrungen bedacht, darunter das Große Verdienstkreuz und sechs Ehrendoktorwürden. Der Verein Deutscher Ingenieure (VDI) würdigte ihn 1952 mit dem VDI-Ehrenzeichen. 1973 wurde ihm die Grashof-Denkmünze des VDI verliehen. 1964 erfolgte die Auszeichnung mit dem Werner-von-Siemens-Ring. 1975 erhielt Leonhardt die Goldmedaille der Institution of Structural Engineers. 1981 wurde er mit dem Award of Merit in Structural Engineering der Internationalen Vereinigung für Hochbau und Brückenbau IVBH ausgezeichnet und 1989 erhielt er den ersten Albert-Caquot-Preis. 1982 wurde Leonhardt Ehrenmitglied der Heidelberger Akademie der Wissenschaften. 1998 wurde eine bis dahin namenlose Realschule im Stuttgarter Stadtteil Degerloch nach ihm benannt. 1991 erhielt er die Bürgermedaille der Stadt Stuttgart.
Der nach ihm benannte Fritz-Leonhardt-Preis wird alle drei Jahre an herausragende Bauingenieure verliehen, 2015 zum sechsten Mal.

## Bauwerke

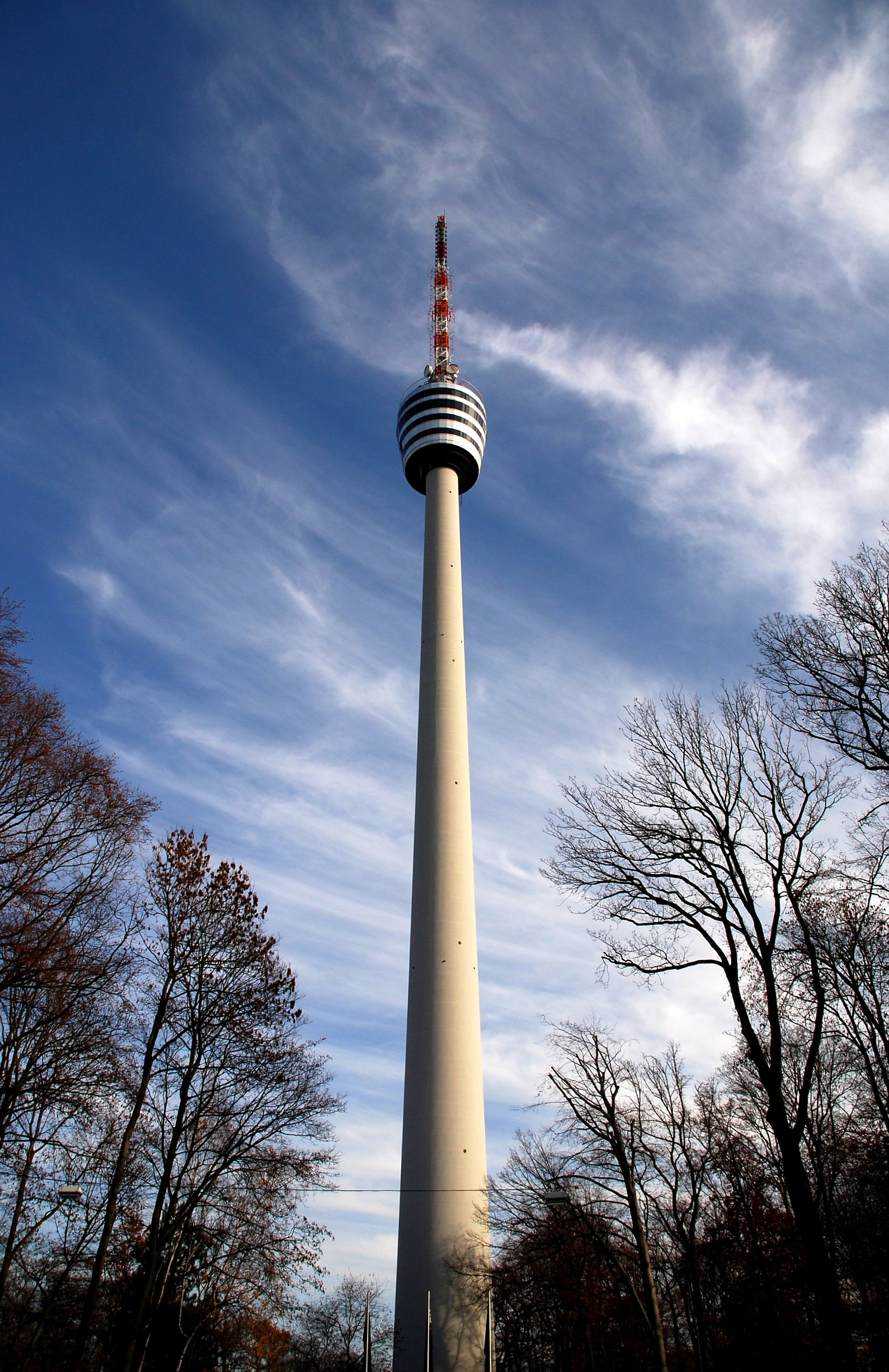
Fernsehturm Stuttgart

- 1934–1938: Diverse Brücken für die Reichsautobahn, u. a. den ersten Sulzbachviadukt bei Denkendorf
- 1938–1941: Rheinbrücke Köln-Rodenkirchen mit Paul Bonatz, damals größte Hängebrücke Europas (für die Reichsautobahn)
- 1948: Deutzer Brücke mit Gerd Lohmer, erste Stahlkastenträgerbrücke der Welt
- 1950: Neckarkanalbrücke in Heilbronn
- 1951: Mülheimer Brücke mit Wilhelm Riphahn, erste Brücke mit einer orthotropen Platte
- 1955: Schwedenbrücke in Wien, erste Spannbetonbrücke Wiens
- 1953–1956: Stuttgarter Fernsehturm, erster Stahlbeton-Fernsehturm der Welt (als Architekt und Ingenieur), zusammen mit Erwin Heinle
- 1957–1976: Düsseldorfer Brückenfamilie in Düsseldorf
- 1958–1959: Severinsbrücke mit Gerd Lohmer
- 1959: VW-Tower in Hannover
- 1961: Ferdinand-Leitner-Steg in Stuttgart mit Wolfhardt Andrä geplant
- 1962–1964: Brücke über den Río Caroní in Venezuela, die erste im Taktschiebeverfahren hergestellte Brücke
- 1967: Hängebrücke über die Straße von Messina, Sizilien (Entwurf, Pläne wurden nie verwirklicht)
- 1967: Verantwortlicher Ingenieur für den deutschen Pavillon auf der Weltausstellung Expo 67 in Montreal
- 1966–1968: Heinrich-Hertz-Turm Hamburg mit Fritz Trautwein und Rafael Behn
- 1969: Fernmeldeturm Waghäusel zusammen mit Erwin Heinle
- 1972: Zeltdach des Münchner Olympiastadions, Tragwerksplanung durch sein Büro
- 1972: Bickensteg in Villingen-Schwenningen
- 1975–1978: Neckartalbrücke Weitingen
- 1978: Cable Bridge, Pasco–Kennewick, Washington, USA
- 1979: Kochertalbrücke, mit Hans Kammerer als Architekt, Ausführung nach einem Sondervorschlag der Wayss & Freytag AG unter Beratung von Leonhardt
- 1981: Colonius Fernsehturm, Tragwerksplanung und Ingenieursleistungen, Architekt Erwin Heinle
- 1992: Galata-Brücke, Istanbul

## Schriften (Auswahl)
Umfangreiches Schriftenverzeichnis in: Christiane Weber, 2011, S. 190–198.
- mit Karl Schaechterle: Die Gestaltung der Brücken. Volk und Reich, Berlin 1937.
- Anleitung für die vereinfachte Trägerrostberechnung: mit Hilfstafeln, Formeln und Beispielen. Ernst & Sohn, Berlin 1940.
- mit Karl Schaechterle: Hängebrücken. 3 Teile, Bautechnik, Band 19, 1941.
- mit Paul Bonatz: Brücken. Langewiesche, Königstein/Taunus 1960 (zuerst: 1951).
- Spannbeton für die Praxis. Ernst & Sohn, Berlin 1955 (3. Auflage: 1973).
- Ingenieurbau – Bauingenieure gestalten die Umwelt. Carl Habel, Darmstadt 1974.
- Der Bauingenieur und seine Aufgaben. 2. Auflage, Deutsche Verlags-Anstalt (DVA), München 1981 (zuerst als Ingenieurbau: Bauingenieure gestalten die Umwelt. Habel, Darmstadt 1974).
- Vorlesungen über Massivbau:
  - Teil 1 mit Eduard Mönning: Grundlagen zur Bemessung im Stahlbetonbau. 3. Auflage Springer, 1984.
  - Teil 2 mit Eduard Mönning: Sonderfälle der Bemessung im Stahlbetonbau. 3. Auflage, Springer, 1986.
  - Teil 3 mit Eduard Mönning: Grundlagen zum Bewehren im Stahlbetonbau. Springer, 1977.
  - Teil 4: Nachweis der Gebrauchsfähigkeit: Rissebeschränkung, Formänderungen, Momentenumlagerung u. Bruchlinientheorie im Stahlbetonbau. 2. Auflage, Springer, 1978.
  - Teil 5: Spannbeton. Springer, 1980.
  - Teil 6: Grundlagen des Massivbrückenbaues. Springer, 1979.
- Zu den Grundlagen der Ästhetik von Bauwerken. Sitzungsberichte Heidelberger Akademie der Wissenschaften, Heidelberg 1984, S. 29–48.
- Baumeister in einer umwälzenden Zeit. Erinnerungen. DVA, München 1984.
- mit Erwin Heinle: Türme aller Zeiten – aller Kulturen. DVA, München 1988.
- Brücken. Ästhetik und Gestaltung, 4. Auflage, DVA, München 1994.